# Peplominettia striata
Peplominettia striata är en tvåvingeart som beskrevs av Szilady 1943. Peplominettia striata ingår i släktet Peplominettia och familjen lövflugor. Inga underarter finns listade i Catalogue of Life.